# Championnat d'Angleterre de hockey sur gazon 2021-2022
Navigation
2019-2020 2022-2023
Le Championnat d'Angleterre de hockey sur gazon 2021-2022, également connu sous le nom de Men's Premier Division, est la 50e saison du Men's England Hockey League, la meilleure ligue de hockey sur gazon. Elle a commencé le 19 septembre 2021 et se terminera le 23 avril 2022. Surbiton sont les champions en titre (2019-2020).
Old Georgians a obtenu son tout premier titre de division Premier avec deux matchs à jouer. Le succès a poursuivi une ascension remarquable dans le hockey anglais car l'équipe n'avait été promue dans la ligue qu'au début de la saison 2019-2020.

## Équipes
| Équipe                  | Ville          | Terrain                                     |
| ----------------------- | -------------- | ------------------------------------------- |
| Surbiton HC             | Long Ditton    | Sugden Road Hockey Stadium                  |
| Hampstead & Westminster | Maida Vale     | Paddington Recreation Ground Hockey Stadium |
| Wimbledon HC            | Wimbledon      | King's College School Hockey Stadium        |
| Old Georgians HC        | Addlestone     | St George's College Hockey Stadium          |
| Holcombe HC             | Rochester      | Holcombe Park                               |
| Beeston HC              | Beeston        | Nottingham Hockey Centre                    |
| East Grinstead HC       | East Grinstead | East Grinstead Sports Club                  |
| Brooklands HC           | Sale           | Brooklands Sports Club                      |
| Exeter University HC    | Exeter         | Streatham Campus Hockey Stadium             |
| Oxted HC                | Oxted          | Oxted School Hockey Stadium                 |
| Durham University HC    | Durham         | The Graham Sports Centre                    |

## Phase classique

### Classement
| Rang | Équipe                  | J  | V | N | P | BP | BC | Diff | Pts | Qualification |
| ---- | ----------------------- | -- | - | - | - | -- | -- | ---- | --- | ------------- |
| 1    | Old Georgians           | 10 | 9 | 0 | 1 | 46 | 5  | +41  | 27  | Top 6         |
| 2    | Wimbledon               | 10 | 8 | 1 | 1 | 38 | 11 | +27  | 25  | Top 6         |
| 3    | Hampstead & Westminster | 10 | 7 | 2 | 1 | 28 | 18 | +10  | 23  | Top 6         |
| 4    | Surbiton                | 10 | 7 | 1 | 2 | 44 | 15 | +29  | 22  | Top 6         |
| 5    | Holcombe                | 10 | 6 | 1 | 3 | 37 | 19 | +18  | 19  | Top 6         |
| 6    | East Grinstead          | 10 | 3 | 1 | 6 | 20 | 33 | -13  | 10  | Top 6         |
| 7    | Oxted                   | 10 | 3 | 1 | 6 | 16 | 35 | -19  | 10  | Bottom 5      |
| 8    | Beeston                 | 10 | 2 | 2 | 6 | 20 | 30 | -10  | 8   | Bottom 5      |
| 9    | Durham University       | 10 | 2 | 1 | 7 | 11 | 37 | -26  | 7   | Bottom 5      |
| 10   | Brooklands              | 10 | 1 | 3 | 6 | 16 | 50 | -34  | 6   | Bottom 5      |
| 11   | Exeter University       | 10 | 0 | 1 | 9 | 15 | 38 | -23  | 1   | Bottom 5      |

### Résultats
| Domicile/Extérieur      | SHC | H&WHC | WIMHC | OGHC | HHC | BEHC | EGHC | BRHC | EUHC | OHC | DUHC |
| ----------------------- | --- | ----- | ----- | ---- | --- | ---- | ---- | ---- | ---- | --- | ---- |
| Surbiton                |     | 1-2   | 2-2   |      | 6-4 |      |      | 9-1  | 7-0  |     |      |
| Hampstead & Westminster |     |       |       | 0-5  |     |      | 4-2  |      | 4-3  |     | 4-0  |
| Wimbledon               |     | 2-3   |       | 2-0  | 2-1 |      |      | 7-0  |      |     | 8-0  |
| Old Georgians           | 2-0 |       |       |      |     | 4-0  | 7-0  |      |      | 5-1 | 6-0  |
| Holcombe                |     | 2-2   |       | 1-2  |     | 5-2  | 2-1  |      |      | 4-0 | 3-0  |
| Beeston                 | 1-5 | 2-2   | 2-3   |      |     |      |      |      | 3-1  | 3-1 |      |
| East Grinstead          | 1-6 |       | 2-4   |      |     | 3-2  |      | 3-3  |      | 1-2 |      |
| Brooklands              |     | 0-3   |       | 0-10 | 2-8 | 3-3  |      |      | 2-1  |     |      |
| Exeter University       |     |       | 1-2   | 1-5  | 2-7 |      | 2-3  |      |      |     | 3-3  |
| Oxted                   | 2-5 | 1-4   | 0-6   |      |     |      |      | 4-4  | 2-1  |     |      |
| Durham University       | 0-3 |       |       |      |     | 3-2  | 1-4  | 2-1  |      | 1-4 |      |

Légende des classements
- Victoire à domicile
- Match nul
- Victoire à l'extérieur

## Play-offs

### Top 6

#### Classement
| Rang | Équipe                  | J  | V  | N | P  | BP | BC | Diff | Pts | Qualification                                       |
| ---- | ----------------------- | -- | -- | - | -- | -- | -- | ---- | --- | --------------------------------------------------- |
| 1    | Old Georgians           | 20 | 17 | 1 | 2  | 89 | 20 | +69  | 52  | Tour préliminaire de l'Euro Hockey League 2022-2023 |
| 2    | Wimbledon               | 20 | 14 | 2 | 4  | 72 | 34 | +38  | 44  | Tour préliminaire de l'Euro Hockey League 2022-2023 |
| 3    | Surbiton                | 20 | 13 | 3 | 4  | 82 | 38 | +44  | 42  |                                                     |
| 4    | Hampstead & Westminster | 20 | 10 | 2 | 8  | 54 | 46 | +8   | 32  |                                                     |
| 5    | Holcombe                | 20 | 10 | 2 | 8  | 61 | 60 | +1   | 32  |                                                     |
| 6    | East Grinstead          | 20 | 3  | 2 | 15 | 32 | 80 | -48  | 11  |                                                     |

#### Résultats
| Domicile/Extérieur      | OGHC | WIMHC | H&WHC | SHC | HHC | EGHC |
| ----------------------- | ---- | ----- | ----- | --- | --- | ---- |
| Old Georgians           |      | 2-3   | 3-1   | 2-2 | 8-2 | 3-0  |
| Wimbledon               | 3-5  |       | 5-1   | 5-5 | 5-1 | 2-1  |
| Hampstead & Westminster | 1-4  | 1-4   |       | 2-4 | 5-0 | 6-0  |
| Surbiton                | 1-5  | 5-1   | 3-2   |     | 7-1 | 9-1  |
| Holcombe                | 2-6  | 1-0   | 4-3   | 3-0 |     | 7-4  |
| East Grinstead          | 0-5  | 1-6   | 1-4   | 1-2 | 3-3 |      |

Légende des classements
- Victoire à domicile
- Match nul
- Victoire à l'extérieur

### Bottom 5

#### Classement
| Rang | Équipe            | J  | V | N | P  | BP | BC | Diff | Pts | Relégation             |
| ---- | ----------------- | -- | - | - | -- | -- | -- | ---- | --- | ---------------------- |
| 7    | Oxted             | 18 | 8 | 2 | 8  | 44 | 51 | -7   | 26  |                        |
| 8    | Brooklands        | 18 | 6 | 4 | 8  | 39 | 73 | -34  | 22  |                        |
| 9    | Beeston           | 18 | 5 | 3 | 10 | 34 | 48 | -14  | 18  |                        |
| 10   | Exeter University | 18 | 4 | 2 | 12 | 46 | 57 | -11  | 14  |                        |
| 11   | Durham University | 18 | 3 | 1 | 14 | 19 | 65 | -46  | 10  | Division One 2022-2023 |

#### Résultats
| Domicile/Extérieur | OHC | BEHC | DUHC | BRHC | EUHC |
| ------------------ | --- | ---- | ---- | ---- | ---- |
| Oxted              |     | 1-2  | 3-1  | 4-5  | 2-2  |
| Beeston            | 0-4 |      | 3-2  | 1-2  | 3-2  |
| Durham University  | 1-4 | 1-0  |      | 1-4  | 0-9  |
| Brooklands         | 2-6 | 2-2  | 2-1  |      | 2-6  |
| Exeter University  | 3-4 | 4-3  | 3-1  | 2-4  |      |

Légende des classements
- Victoire à domicile
- Match nul
- Victoire à l'extérieur